# Comuna Bistreț, Dolj
Bistreț este o comună în județul Dolj, Oltenia, România, formată din satele Bistreț (reședința), Bistrețu Nou, Brândușa și Plosca.

## Demografie
Componența etnică a comunei Bistreț
     Români (82%)
     Romi (11,85%)
     Alte etnii (0%)
     Necunoscută (6,15%)
Componența confesională a comunei Bistreț
     Ortodocși (87,13%)
     Penticostali (6,63%)
     Alte religii (0,05%)
     Necunoscută (6,2%)
Conform recensământului efectuat în 2021, populația comunei Bistreț se ridică la 4.211 locuitori, în scădere față de recensământul anterior din 2011, când fuseseră înregistrați 4.356 de locuitori. Majoritatea locuitorilor sunt români (82%), cu o minoritate de romi (11,85%), iar pentru 6,15% nu se cunoaște apartenența etnică. Din punct de vedere confesional, majoritatea locuitorilor sunt ortodocși (87,13%), cu o minoritate de penticostali (6,63%), iar pentru 6,2% nu se cunoaște apartenența confesională.

## Politică și administrație
Comuna Bistreț este administrată de un primar și un consiliu local compus din 13 consilieri. Primarul, Cristiana Antonie[*], de la Partidul Social Democrat, este în funcție din 2008. Începând cu alegerile locale din 2024, consiliul local are următoarea componență pe partide politice:
|  | Partid                    | Consilieri | Componența Consiliului | Componența Consiliului | Componența Consiliului | Componența Consiliului | Componența Consiliului | Componența Consiliului |
|  | ------------------------- | ---------- | ---------------------- | ---------------------- | ---------------------- | ---------------------- | ---------------------- | ---------------------- |
|  | Partidul Social Democrat  | 6          |                        |                        |                        |                        |                        |                        |
|  | Partidul Național Liberal | 6          |                        |                        |                        |                        |                        |                        |
|  | Partidul S.O.S. România   | 1          |                        |                        |                        |                        |                        |                        |

## Personalități
- Ilie Balaci (1956 –  2018), fotbalist;
- Ion Goanță (n. 1963), fotbalist.